# کلاوس اوگنتالر
کلاوس اوگنتالر (به آلمانی: Klaus Augenthaler) (زادهٔ ۲۶ سپتامبر ۱۹۵۷ در فورستنزل، باواریا) بازیکن اسبق فوتبال آلمانی است.وی مربیگری فوتبال هم کرده‌است.

## زندگی ورزشی

### بایرن مونیخ
اوگنتالر اغلب در ترکیب بایرن به عنوان یک مدافع مرکزی بازی کرده‌است، همین طور در تخصص لیبرو دارای مهارت بسیاری بود.وی ۱۶ سال برای بایرن مونیخ به میدان رفته است.هفت عنوان قهرمانی در بوندس لیگا، سه عنوان قهرمانی در جام حذفی و یک نائب قهرمانی در لیگ قهرمانان اروپا حاصل افتخارات اوست.
از سال ۱۹۸۴ تا انتهای دوران بازیگری اوگنتالر در بایرن مونیخ در سال ۱۹۹۱ او کاپیتان بایرن بود.

### دوران ملی
بین سال‌های ۱۹۸۳ تا ۱۹۹۰ عضو تیم ملی آلمان بود و دو بار به فینال جام جهانی فوتبال رسید،۱۹۸۶ را به آرژانتین باختند و ۱۹۹۰ را جبران کردند و قهرمان شدند.

## دوران مربیگری
اوگنتالر مربیگری را به عنوان دستیار در کنار سرمربیانی چون سرون لربی، اریش ریبک، فرانس بکن بائر، اتو ریهاگل و جووانی تراپاتونی آغاز کرد.

## افتخارها

### باشگاهی
- بایرن مونیخ
  - جام حذفی آلمان: قهرمان ۱۹۸۶-۱۹۸۴-۱۹۸۲
  - جام قهرمانان باشگاه‌های قاره اورپا: نایب قهرمان ۱۹۸۲
  - لیگ آلمان: قهرمان ۱۹۹۰-۱۹۸۹-۱۹۸۷-۱۹۸۶-۱۹۸۵-۱۹۸۱-۱۹۸۰

### ملی
- - مسابقات قهرمانی فوتبال جهان: نایب قهرمان ۱۹۸۶ - قهرمان ۱۹۹۰